# Siegfried Melchinger
Siegfried Melchinger (* 22. November 1906 in Stuttgart; † 2. März 1988 in Höchenschwand) war ein deutscher Theaterkritiker.

## Leben
Melchinger wurde als Sohn des Oberpostinspektors August Melchinger und seiner Ehefrau Gerda Melchinger, (geb. Keyn), geboren. Er besuchte das Eberhard-Ludwigs-Gymnasium Stuttgart. Nach der Reifeprüfung im Frühjahr 1924 studierte er Germanistik und Altphilologie in München und Tübingen, unter anderem bei Heinrich Wölfflin, Franz Muncker  und Johannes Mewaldt. 1927 wurde Melchinger in Tübingen bei Hermann Schneider über Kampf des Sturms und Drangs gegen das Drama der Aufklärung promoviert. 
Nach dem Studium arbeitete Melchinger als Theaterkritiker und Redakteur in Frankfurt am Main, Stuttgart, Berlin, München und Wien. Als Ressortchef des Frankfurter General-Anzeigers interpretierte er das Kulturgeschehen im nationalsozialistischen Sinn. Im November 1938 nahm er als Korrespondent des Völkischen Beobachters an einer Gastspielreise der Städtischen Bühnen Frankfurt am Main auf den Balkan teil. Er schrieb im Dezember 1938 nach dem Novemberpogrom in einem antisemitischen Text auf Elisabeth Bergner, der erst postum Anfang der 1990er Jahre an die Öffentlichkeit kam: „Die sinnlose Überschätzung ihrer Schauspielerei ist ein Symptom der jüdischen Herrschaft. Hier hatte in der Tat das tonangebende Systemjudentum sein Idol gefunden.“
Wegen Erkrankung vom Militärdienst befreit, schrieb Melchinger bis 1948 als Theaterkritiker für das Neue Wiener Tagblatt. Anschließend war er bis 1950 in Wien Chefdramaturg und stellvertretender Direktor des Theaters in der Josefstadt. Bereits ab 1946 veröffentlichte er unter dem Pseudonym Ulrich Keyn unter anderem über Rainer Maria Rilke. Anfang der 1950er Jahre war er in München journalistisch tätig. Von 1953 bis 1962 leitete er das Feuilleton der Stuttgarter Zeitung. 1963 folgte eine Professur für Theatertheorie an der Staatlichen Hochschule für Musik und Darstellende Kunst Stuttgart. 1963 wurde er Mitherausgeber der Zeitschrift Theater heute und galt als einer der einflussreichsten Theaterkritiker Deutschlands.
Auch nach seiner Pensionierung 1973 beschäftigte sich Melchinger –, wie bereits in seiner Geschichte des politischen Theaters (1971) –, mit der Theorie des kritischen Theaters. In Das Theater der Tragödie (1974) rekonstruiert er den theatralischen Kontext der Stücke von Aischylos, Euripides und Sophokles.
Melchinger fungierte als Juror beim Berliner Theatertreffen, an dessen Gründung er beteiligt war. Er war Mitglied des PEN-Zentrums.
Sein Sohn Ulrich Melchinger war Opernregisseur.

## Auszeichnungen
- 1978: Sigmund-Freud-Preis für wissenschaftliche Prosa

## Werke
- Kampf des Sturms und Drangs gegen das Drama der Aufklärung, 1928 (Dissertation)
- Dramaturgie des Sturms und Drangs, Druck: F.A. Perthes, Gotha, 1929
- als Ulrich Keyn: Der Zauberer Kritschnamurti mit Zeichnungen von Cefischer, Amandus-Edition, 1946
- als Ulrich Keyn: Briefe an eine Reisegefährtin Eine Begegnung mit Rainer Maria Rilke, Alfred Ibach Verlag Wien, 1947.
- Theater der Gegenwart (1956)
- Modernes Welttheater (1956)
- Drama zwischen Shaw und Brecht (1957)
- Versuch einer Selbstkritik (1959)
- Harlekin, Bilderbuch der Spaßmacher (1958, mit W. Jäggi)
- Gründgens Faust (1959, mit Gustaf Gründgens)
- Musiktheater (1961, mit Walter Felsenstein)
- Sphären und Tage (1962)
- Shakespeare auf dem modernen Welttheater (1964)
- Schauspieler (1965, mit Rosemarie Clausen)
- Sophokles (1966)
- Euripides (1967)
- Caspar Neher (1966)
- Anton Tschechow (1968)
- Geschichte des politischen Theaters (1971)
- Das Theater der Tragödie (1974)
- Die Welt als Tragödie (Bd. 1: Aischylos, Sophokles 1979, Bd. 2: Euripides 1980)